# Демцень
Демцень, Демцені (рум. Dămțeni) — село у повіті Вилча в Румунії. Адміністративно підпорядковане місту Бербешть.
Село розташоване на відстані 184 км на захід від Бухареста, 39 км на захід від Римніку-Вилчі, 75 км на північ від Крайови.

## Населення
За даними перепису населення 2002 року у селі проживали 489 осіб, усі — румуни. Усі жителі села рідною мовою назвали румунську.